# Zhuji, Nanxiong
Zhuji (kinesiska: 珠玑) är en köping i sydöstra Kina. Den ligger i Nanxiong i staden Shaoguan i provinsen Guangdong, omkring 250 kilometer nordost om provinshuvudstaden Guangzhou. Antalet invånare är 23 764. Befolkningen består av 11 948 kvinnor och 11 816 män. Barn under 15 år utgör 23,0 %, vuxna 15-64 år 63 %, och äldre över 65 år 13,0 %.